# Don't Tell Me That It's Over
Don't Tell Me That It's Over je folk rocková píseň od skotské zpěvačky Amy MacDonald, která vyšla v roce 2010 na jejím druhém studiovém albu A Curious Thing.

## Hitparáda
| Země           | Umístění |
| -------------- | -------- |
| Rakousko       | 10       |
| Evropa         | 18       |
| Švýcarsko      | 4        |
| Velká Británie | 48       |
| Finsko         | 16       |
| Německo        | 6        |
| Španělsko      | 42       |
| Česko          | 26       |